# Dydoe

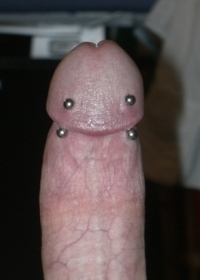
Zwei symmetrisch angeordnete Dydoes

Ein Dydoe ist ein Piercing im männlichen Genitalbereich. Es wird durch den Rand der Eichel gestochen.

## Geschichte
Das Piercing wird überwiegend bei beschnittenen Männern durchgeführt. Dem Piercingpionier Doug Malloy zufolge wurde es von einer Gruppe jüdischer Studenten, der sogenannten Cyprian Society, erfunden. Der Name „Dydoe“ stammt von Malloy selbst.
Die ursprüngliche Absicht war die Sensibilität der weniger empfindlichen Eichel beim beschnittenen Mann zu fördern. Mittlerweile wird es jedoch auch aus ästhetischen Gründen getragen.

## Durchführung und Heilung
Die Abheilung kann bis zu sechs Monate dauern. Eine enge Vorhaut kann dabei zu Komplikationen führen. Während der Heilung ist eine regelmäßige Reinigung unbedingt erforderlich. Auf sexuellen Verkehr sollte verzichtet werden. Bei einer Infektion des Stichkanals bilden sich zumeist Narben, was wiederum zu weiterer Desensibilisierung der Eichel führen kann.
Das Piercing kann auch bei vorhandener Vorhaut eingesetzt werden, hat dann jedoch eine erhöhte Gefahr des Herauswachsens und ist mitunter unbequem zu tragen.

## Schmuck
Für den Einsatz am besten geeignet sind kleine Curved Barbells. Ein normaler Barbell kommt auch in Frage, Ringe sind an dieser Stelle aufgrund der mechanischen Belastung weniger gut geeignet.

## Varianten
Ein Apadoye ist ein Piercing bei dem ein Ring durch ein Apadravya und ein oder zwei Dydoes getragen wird. Meist verläuft er durch zwei paarweise gestochene Dydoe-Piercings.